# Marcel Baudouin
Pour les articles homonymes, voir Baudouin.

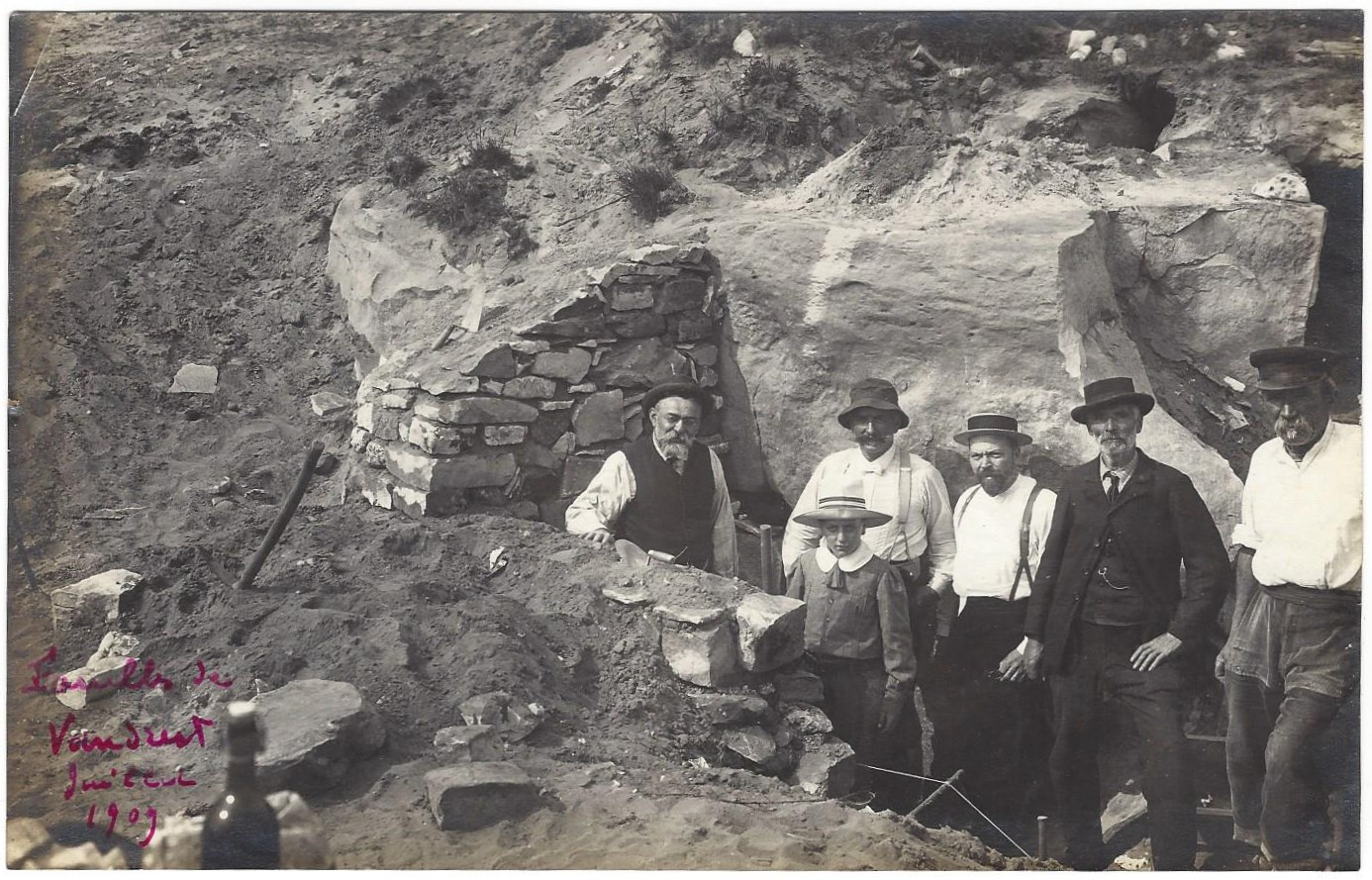
Fouilles et restauration de la sépulture néolithique de Belleville à Vendrest Juillet 1909 par Marcel Baudouin (à gauche sur la photo).

Marcel Baudouin (Edmond Fidèle Marcelin Baudouin) est né le 15 novembre 1860 à Croix-de-Vie en Vendée et y est mort le 15 novembre 1941. C'est un préhistorien, ethnographe et homme politique français.

## Biographie
Après sa formation de médecin à l'internat de Paris, Marcel Baudouin est un temps secrétaire de la rédaction du Progrès Médical. Il participe à plusieurs colloques internationaux (congrès de médecine de Berlin, de Rome, exposition française de médecine de Chicago), mais abandonne de fait rapidement toute pratique médicale.
Se présentant comme républicain radical et anticlérical, il est élu maire de La Barre-de-Monts, en Vendée (Bas-Poitou). Il sera candidat malheureux de la Fédération républicaine du Pays de Monts à la Chambre des Députés en 1906 et en 1910.
Membre du jury de l'exposition universelle de 1900 à Paris, il est mandaté en 1903 par la Direction générale des Beaux-Arts du ministère de l'Instruction publique, le département de la Vendée et des sociétés savantes pour effectuer les fouilles archéologiques en Vendée. Membre de la Société préhistorique française, dont il sera trésorier puis secrétaire général de 1906 à 1919, il cofonde la revue L'Homme préhistorique.

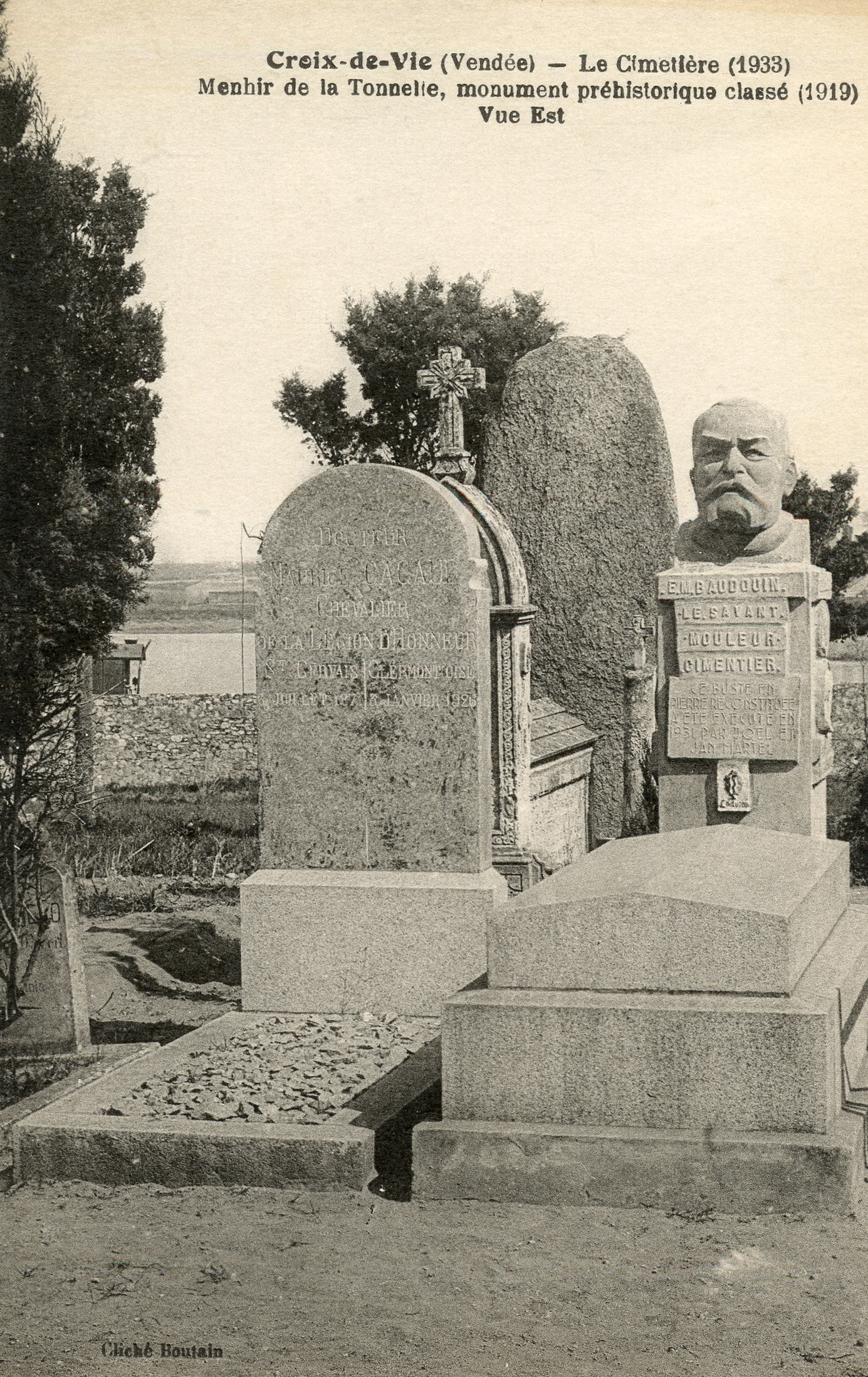
Menhir de la Tonnelle en arrière-plan du caveau familial

Débordant d'activité, Marcel Baudouin entreprend la fouille de très nombreux mégalithes, dont il sera pour certains l'inventeur. En 1906, il découvre ainsi un menhir couché à Saint-Hilaire-de-Riez, dans l'actuel quartier de la Tonnelle, et entreprend, en vain, de le faire classer. Pour le sauver de la destruction, il le rachète et le fait redresser en 1920 près du caveau familial dans le cimetière de Croix-de-Vie.
Ses fouilles s'accompagnent de très nombreux écrits (sa bibliographie compte 104 articles consacrés à la préhistoire dans le Poitou de 1902 à 1938). Adepte passionné de photographie, il réalise quantité de clichés sur plaques photographiques qu'il met au service de l'archéologie, de l'ethnographie, de la médecine ou la botanique. Le Musée Sainte-Croix des Sables-d'Olonne conserve 3000 plaques de verre et tirages réalisés par Marcel Baudouin, qui constituent, en archéologie, autant de précieux témoignages sur des sites désormais disparus ou toujours existant mais dans leur état avant fouille.
Érudit éclectique, il laisse une bibliographie impressionnante de plusieurs centaines d'articles, dont les descriptions demeurent précieuses. Dans le domaine du mégalithisme, il est ainsi l'auteur de nombreuses publications sur les sites mégalithiques de la Vendée et de Charente-Maritime. Adepte d'une « Préhistoire par les étoiles », doté d'une imagination exubérante, ses explications, parfois farfelues, appellent toutefois de nombreuses réserves. Il en est ainsi de plusieurs de ses écrits sur l'âge des mégalithes, les cultes préhistoriques ou la fonction de certains sites. Il en est de même de certaines de ses restaurations d'édifices, parfois douteuses, voire malheureuses.
Président de la Société d'émulation de la Vendée, membre d'honneur de la Société Olonna, il participe également aux travaux de nombreuses autres sociétés savantes.
En 1892 il reçoit une mention honorable assortie de 500 francs pour le prix Barbier, pour son travail La chloroformisation à doses faibles et continues.

## Publications
Marcel Baudouin est l'auteur d'un ouvrage à succès, Le Maraîchinage - Coutume du pays de Mont, décrivant les modes permissifs de fréquentation entre jeunes des deux sexes dans le Marais breton.